# Villers-en-Ouche
Villers-en-Ouche is een plaats en voormalige gemeente in het Franse departement Orne in de regio Normandië en telt 333 inwoners (2004). De plaats maakt deel uit van het arrondissement Mortagne-au-Perche.

## Geschiedenis
Villers-en-Ouche is op 1 januari 2016 gefuseerd met de gemeenten Anceins, Bocquencé, Couvains, La Ferté-Frênel, Gauville, Glos-la-Ferrière, Heugon, Monnai en Saint-Nicolas-des-Laitiers tot de gemeente La Ferté-en-Ouche. 

## Geografie
De oppervlakte van Villers-en-Ouche bedraagt 11,0 km², de bevolkingsdichtheid is 30,3 inwoners per km².
De onderstaande kaart toont de ligging van Villers-en-Ouche met de belangrijkste infrastructuur en aangrenzende gemeenten.

## Demografie
Onderstaande figuur toont het verloop van het inwonertal (bron: INSEE-tellingen).
Anceins · Bocquencé · Couvains · La Ferté-Frênel · Gauville · Glos-la-Ferrière · Heugon · Monnai · Saint-Nicolas-des-Laitiers · Villers-en-Ouche